# Anapodiáris Potamós
Anapodiáris Potamós är ett vattendrag i Grekland.   Det ligger i regionen Kreta, i den sydöstra delen av landet, 400 km söder om huvudstaden Aten.